# 원 앤 투
《원 앤 투》(영어: One & Two)는 2015년 개봉된 미국의 독립 판타지 스릴러 영화이다. 앤드류 드로즈 팔레르모가 감독하고, 각본을 썼다. 이 영화에는 키에넌 시프카, 티모시 샬라메, 엘리자베스 리저와 그랜트 보우러가 출연한다. 영화는 2015년 2월 9일 베를린 국제 영화제에서 초연되었다. 이 영화는 주문형 비디오로 한정 개봉되었고, 2015년 8월 14일 IFC 미드나잇 배급으로 개봉되었다.

## 줄거리
이 영화는 의도적인 고립 속에서 평화롭게 살고 있는 네 명의 기독교 가족의 이야기를 다룬다. 자녀인 에바와 잭은 목적지를 볼 수만 있다면 짧은 거리를 순간이동할 수 있다. 그들은 농장 주변을 서로 쫓고 호수에 뛰어들면서 이 능력을 재미로 사용한다. 가족의 사유지 주위에는 큰 벽이 둘러쳐져 있다. 그들의 아버지 다니엘은 엄격한 훈육가로, 자녀들이 순간이동 능력을 사용하는 것을 부자연스럽다고 여겨 금지한다. 그의 아내 엘리자베스는 매우 허약하여 숨을 쉬지 못하는 발작을 겪는데, 다니엘은 그녀의 병이 자녀들이 능력을 사용했기 때문에 하나님이 내린 벌이라고 믿는다.
어느 날 밤, 에바와 잭이 몰래 나가 놀고 엘리자베스가 거의 치명적인 발작을 일으키자, 다니엘은 그들을 벌하기 위해 침실 벽을 마주 보게 하고 옷을 벽에 못 박아 순간이동을 못하게 한다. 그럼에도 불구하고 에바는 계속 능력을 사용하는 반면, 잭은 그녀와 함께하려 하지 않는다. 에바가 다친 새를 둥지로 순간이동시키려 하자 새가 죽고, 이는 다른 사람과 함께 순간이동하면 그 사람에게는 치명적인 결과를 초래한다는 것을 보여준다.
에바는 계속 몰래 나간다. 엘리자베스가 죽자 다니엘은 에바를 탓한다. 그는 에바를 기절시키고 머리에 봉지를 씌운 뒤 배에 태워 강으로 떠내려 보낸다. 그는 가족 묘지에 어머니 옆에 에바의 드레스 중 하나를 묻는다. 그는 잭에게 에바가 잘 처리되었다고 말하며, 자신이 에바를 죽였음을 강하게 암시한다. 잭은 분노하여 에바의 임시 무덤을 방문하여 슬퍼한다. 에바는 근처 마을로 떠내려가 병원으로 옮겨진다. 에바는 현대 환경에 적응하는 데 어려움을 겪는다. 그녀는 병원을 탈출하여 강가의 다리 밑에 이르게 되고, 그곳에서 친절한 노숙자 세 명을 만난다. 그들은 그녀에게 크래커를 주고 불 옆에서 기타를 치며 놀다가 경찰이 도착하자 에바는 두려워 순간이동으로 사라진다. 결국 그녀는 거리에서 또래 소녀를 만나고, 그 소녀를 따라 여자 청소년 보호소로 간다. 곧 그녀는 다시 도망쳐 잭에게 돌아가기로 결심한다. 그녀가 잭과 연결되어 있다는 것이 암시되는데, 그녀는 도중에 짧은 거리를 순간이동하여 집의 위치를 찾아낼 수 있다.
한편, 잭은 다니엘과 함께 사는 것을 힘들어한다. 격렬한 말다툼 끝에 잭은 다니엘을 잡고 순간이동을 하는데, 그 결과를 알지 못한다. 그의 공포 속에서 다니엘은 곧 죽는다. 다음 날 아침, 에바는 벽에 도착하고, 벽에 부딪히기 전에 공중으로 순간이동한 다음 땅으로 내려온다. 잭은 아버지를 묻는 일을 마치고 숲에서 그녀를 본다. 그들은 달려가 서로를 포옹한다. 부모님을 애도하면서, 그들은 재생의 행위로 어린 시절의 집을 불태운다.

## 출연진
- 키에넌 시프카 - 에바 역
- 티모시 샬라메 - 잭 역
- 엘리자베스 리저 - 엘리자베스 역
- 그랜트 보우러 - 다니엘 역